# Anteros Coachworks Inc.
Anteros Coachworks Inc. — является американским производителем спортивных автомобилей, базирующимся в Калифорнии. Anteros построен на базе C6 Corvette. 